# Świetlisty Szlak
Świetlisty Szlak (hiszp. Sendero Luminoso, SL) – skrajnie lewicowa peruwiańska terrorystyczna organizacja polityczno-wojskowa. Partyzanckim skrzydłem grupy jest Ludowa Armia Partyzancka.

## Geneza i początki działalności
Miejscem narodzin ruchu był ośrodek akademicki Ayacucho. Miejscowy Uniwersytet San Cristobal de Huamanga był miejscem działalności skrajnie komunistycznych organizacji o maoistowskich i guevarystowskich korzeniach. Od pierwszej połowy lat 60. XX wieku pierwszoplanową rolę w lokalnej skrajnej lewicy odgrywał profesor filozofii Abimael Guzmán. Będący maoistą filozof wykorzystywał uczelnię do głoszenia prywatnych poglądów. Naukowiec w 1958 roku zapisał się do Peruwiańskiej Partii Komunistycznej, a w 1964 roku był jednym ze współzałożycieli rozłamowej partii Czerwony Sztandar (hiszp. Bandera Roja). Frakcja przyjęła maoistowskie i prochińskie ideały. W 1966 roku przez uczelnię przeszły rozruchy, w następstwie których rząd zamknął uniwersytet. Jeszcze w tym samym roku aktywiści Czerwonego Sztandaru sformowali Front Obrony Ludności Ayacucho. Od 1967 roku Guzmán prowadził działania zmierzające do wywołania zbrojnej rewolucji. Profesor w czerwcu 1969 roku uczestniczył w porwaniu podprefekta Octavia Cabrera Rocha w Huerta na północny regionu Ayacucho. W 1970 roku rewolucjonista został aresztowany pod zarzutem dążenia do osłabienia bezpieczeństwa państwa, więzienie opuścił po kilku miesiącach.
W 1970 roku, w trakcie czwartej konferencji Czerwonego Sztandaru, doszło do schizmy. Rozłamowcy sformowali partię, która przyjęła nazwę Świetlisty Szlak, a jej członkowie określani byli mianem „senderystów”. Nazwa partii zapożyczona została od maksymy peruwiańskiego marksisty José Carlosa Mariátegui, która brzmiała: „marksizm-leninizm odsłoni świetlisty szlak rewolucji”. Założycielem i przywódcą partii był Guzmán. Do 1979 roku Sendero Luminoso skupił się na agitowaniu studentów i przejmowaniu organizacji młodzieżowych. Podatni na propagandę ekstremistów okazali się też nauczyciele, którzy w przyszłości stanowić mieli elitę ruchu. Od 1977 roku formacja zaczęła prowadzić działalność w konspiracji, jej celem stało się wywołanie w kraju wojny partyzanckiej.
17 marca 1980 roku, w trakcie drugiej sesji plenarnej, Świetlisty Szlak zadecydował o rychłym rozpoczęciu zbrojnej walki. Partia powołała Dyrektoriat Rewolucyjny i sformowała „Pierwszą Szkołę Wojskową”, w której maoistowscy aktywiści przeszli szkolenie militarne i poddani zostali indoktrynacji. W tym czasie grupa została zasilona przez trockistów zrzeszonych wokół Carlosa Mezzicha oraz maoistów z organizacji Pukallacta.

## Przebieg rebelii

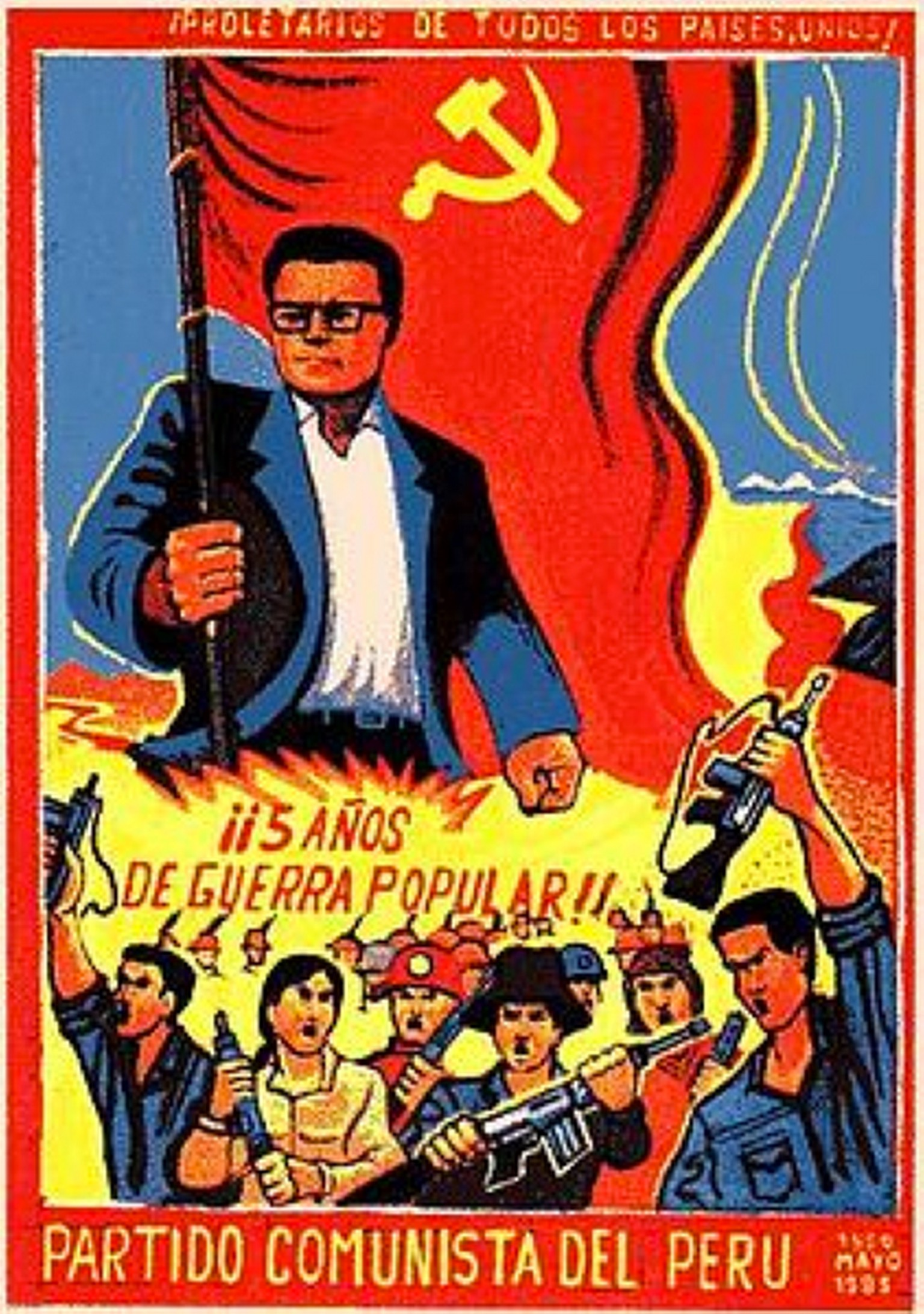
Plakat propagandowy ruchu pochodzący z 1985 roku

Świetlisty Szlak rozpoczął zbrojną działalność w dniu wyborów prezydenckich 17 maja 1980 roku. W miejscowości Chuschi bojownicy zdemolowali lokal wyborczy i przejęli urny do głosowania, które następnie spalili. Symboliczne wydarzenie stało się sygnałem do rozpoczęcia „wojny ludowej”. Akcja została zbagatelizowana przez władze i zignorowana przez media. Kilka tygodni później aktywiści powiesili psy na miejskich latarniach w Limie. Na przyczepionych do ciał zwierząt kartkach widniało nazwisko Denga Xiaopinga, uznawanego przez ortodoksyjnych komunistów za „rewizjonistę” i zdrajcę Wielkiej proletariackiej rewolucji kulturalnej. 23 grudnia 1980 roku bojówkarze zamordowali latyfundystę Benigno Medinę. Mord stanowił pierwszy przypadek wyegzekwowania „ludowej sprawiedliwości”, następnie ofiarami bojówkarzy licznie padali kolejni przedstawiciele klas wyższych i funkcjonariusze państwa.
Sendero Luminoso początkowo grupował od 200 do 300 partyzantów. Skrzydło wojskowe partii przyjęło nazwę Ludowa Armia Partyzancka.
W 1981 roku rebelianci zaatakowali policyjne posterunki w miejscowościach Totos, Quinca i San José de Secce. Do końca 1981 roku liczba ataków zorganizowanych przez senderystów przekroczyła tysiąc. W sierpniu 1982 roku zdołali zdobyć posterunek w Viecahuaman. Na miejscu zabili sześciu policjantów ze specjalnego oddziału do walki z guerillą. Partyzanci nie otrzymali wsparcia z zagranicy. Broń, amunicja i materiały wybuchowe były przejmowane z rąk służb bezpieczeństwa. Ludowa Armia Partyzancka atakowała także obozy górnicze i grabiła place budowlane, skąd partyzanci kradli dynamit – ulubioną bronią powstańców była maraka, czyli laska dynamitu wystrzeliwana z procy. Kampanii militarnej towarzyszyły akty terroryzmu. Bojownicy za pomocą bomb niszczyli budynki publiczne, koszary wojsk, komisariaty policji, linie kolejowe, mosty, sieci energetyczne, biura partii politycznych i związków zawodowych, banki, hotele, sklepy, ambasady i kościoły, centrale telefoniczne, stacje telewizyjne oraz obiekty należące do kapitału zagranicznego (głównie amerykańskiego).
W 1982 roku rewolucjoniści kontrolowali niemal całe trzy południowe departamenty. Ciesząc się dużym poparciem w Ayacucho, oddziały Ludowej Armii Partyzanckiej w marcu 1982 roku przeprowadziły atak na miasto. Rebeliantom udało się zająć miejscowe więzienie, skąd wypuszczonych zostało 297 skazańców (zarówno więźniów politycznych i kryminalnych).
Powstańcy uporczywie likwidowali infrastrukturę państwową. W sierpniu 1982 roku oddział Ludowej Armii Partyzanckiej zdemolował ośrodek badawczy w Allpahaca niszcząc przy tym cały sprzęt naukowy. W 1983 roku celem komanda Sendero Luminoso padł Instytut Badań nad Rodziną Wielbłądowatych. Rebelianci dokonali w nim masakry pracujących w nim naukowców. Jedną z ofiar był Tino Alansaya, kierownik instytutu. Próbując usprawiedliwić zabójstwa naukowców partyzanci publicznie podali jakoby Alansaya miał być szpiegiem rządu. Ofiarami zabójstw padali nie tylko agronomowie, ale także współpracownicy organizacji pozarządowych, latyfundyści czy kupcy. Eliminacja społecznych elit nie wpłynęła negatywnie na reputację grupy pośród ludności chłopskiej.
Rebelianci, prezentując się jako reprezentacja rdzennej ludności, zdołali zdobyć poparcie niektórych plemion. Świetlisty Szlak skorzystał z fali nienawiści, którą rdzenna ludność kierowała wobec rządu. Sympatycy Świetlistego Szlaku tworzyli organizacje społeczne takiej jak Movimiento de Obreros y Trabajadores Clasista (Klasowy Ruch Robotników i Pracowników) czy Movimiento Femenino Popular (Ludowy Ruch Kobiecy). Z upływem lat indiańskie poparcie dla rebelii wygasło, spowodowane było to coraz większym nakręceniem spirali maoistowskiej przemocy i przymusowym poborem do partyzantki.
Na zajętych regionach senderyści tworzyli „komitety ludowe”. Stały one niejako na czele lokalnych społeczności. Każdym z komitetów kierowało pięciu „komisarzy politycznych”. Komisarze polityczni stali nad komisarzami odpowiedzialnymi za kierowanie organizacją i produkcją. Kilka komitetów ludowych wchodziło w skład bazy, podległej kolumnie głównej, składającej się z 7 do 11 członków. Na terenach kontrolowanych przez komitety ludowe mieszkańców obowiązywał surowo przestrzegany ład moralny. Rewolucjoniści zakazali organizowania imprez, karali chłostą zdradzających małżonków i alkoholików, golili głowy prostytutkom, zabijali homoseksualistów i organizowali prace przymusowe. Tereny wiejskie siłowo izolowane były przy tym od miast. Z drugiej strony komitety zaangażowały się w walkę z analfabetyzmem, oferowały pomoc medyczną oraz pomagały w pracach rolniczych. Ponadto partyzanci pomagali rolnikom likwidując bandy złodziei bydła.
W 1983 roku powstańcy nawiązali współpracę z handlarzami narkotyków z regionu Huánuco. Co więcej, w zamian za ochronę, partyzanci wymuszali haracz od handlarzy narkotyków z kontrolowanej przez senderystów Doliny Górnej Huallag.
W latach 1983–1984 powstanie przybrało ofensywny charakter. W kwietniu 1983 roku 50-osobowy oddział Ludowej Armii Partyzanckiej wkroczył do Luconamanca. Partyzanci zamordowali tam 67 osób uznanych przez nich za zdrajców. W listopadzie 1983 roku rebelianci zabili burmistrza miejscowości Cerro de Pesco. Burmistrzowie i inni lokalni politycy ze strachu przed maoistami masowo składali dymisje, a duchowni uciekali z terenów zagrożonych przez rebeliantów. Jak podaje Czarna księga komunizmu w 1984 roku senderyści przeprowadzili ponad 2600 akcji terrorystycznych, zginęło w nich 400 funkcjonariuszy państwowych.

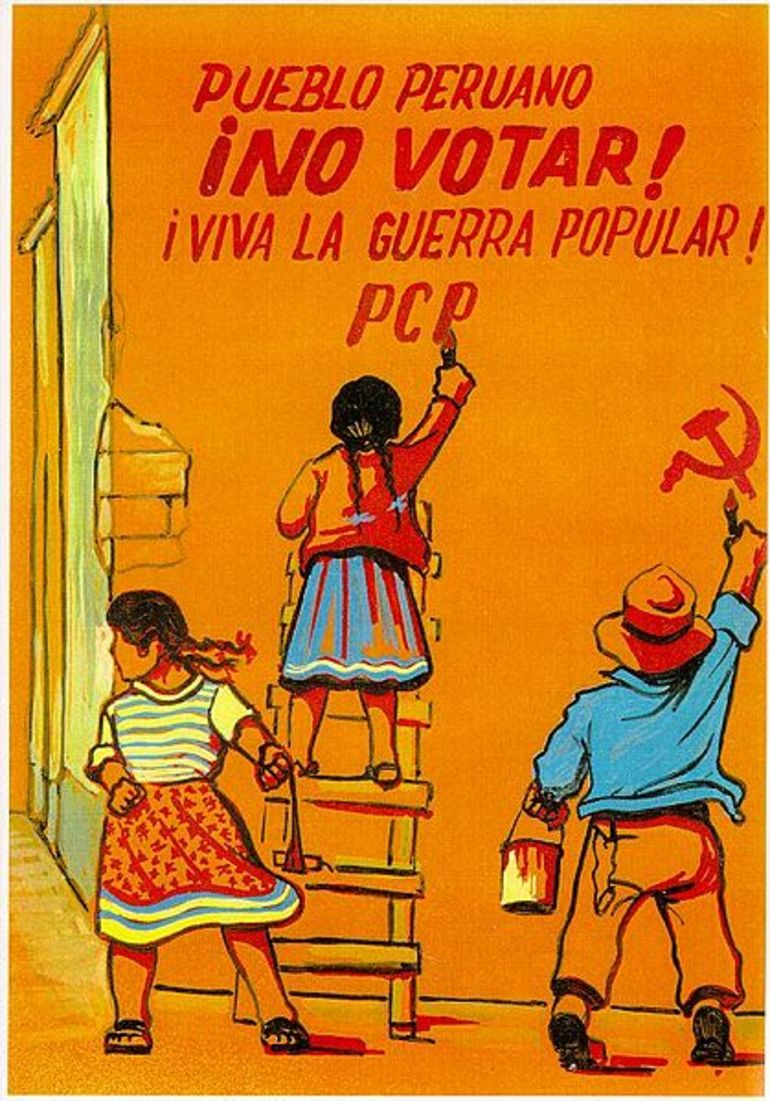
Plakat Świetlistego Szlaku wzywający do bojkotu wyborów

Regularna armia również odpowiedzialna była za akty przemocy i zbrodnie. Kiedy w czerwcu 1986 roku senderyści wywołali bunty w trzech zakładach karnych w stolicy, wojsko zabiło ponad 200 więźniów.
W 1984 roku w dziesięciu prowincjach (na 146 ogółem) wprowadzony został stan wyjątkowy. Ofiarami wojska padali często przypadkowi mieszkańcy wsi. Według profesor Leonor Sagermann Bustinza dla służb bezpieczeństwa prawie każdy chłop był terrorystą. Represyjna działalność rządu jedynie popchnęła niezdecydowanych w stronę rebeliantów.
W 1985 roku Sendero Luminoso utworzył nowy front partyzancki w regionie Puno. Działalność buntowników rozszerzyła się na regiony La Libertad, Huanuco i La Mar oraz Górną Amazonię. W miejscowościach Arequipa i Cuzco terroryści zniszczyli elektrownie. W tym samym roku Świetlisty Szlak przyjął politykę mającą zastraszyć rządzący Amerykański Rewolucyjny Sojusz Ludowy. W przeciągu roku zamordowanych i brutalnie okaleczonych zostało siedmiu aprystów (podobnych tortur uświadczyć mogli tylko donosiciele).
Porażkę rebeliantów przyśpieszył wybór Alberto Fujimori na prezydenta. Fujimori rozpętał terror rządowy; senderyści i podejrzewani o ich wspieranie, byli zatrzymywani, torturowani i zabijani. Kampania przeciwko partyzantom była coraz skuteczniejsza dzięki szkoleniom CIA i amerykańskim dostawom sprzętu wojskowego.
Na początku lat 90. rząd zmienił taktykę walki z powstańcami, wieśniacy przestali być uważani przez armię za wrogów. Na pomoc rządowi przyszły w tym momencie tzw. Rondas Campesinas, czyli chłopskie oddziały samoobrony. Opozycja narastała także wewnątrz Świetlistego Szlaku. W partii doszło do próby rozłamu, buntownicy zostali jednak szybko spacyfikowani i poddani egzekucjom. Sendero Luminoso zwalczana była także przez lewicowych rebeliantów z konkurencyjnego Ruchu Rewolucyjnego im. Tupaca Amaru.
Będący w odwrocie senderyści dosłownie masakrowali wieśniaków sprzeciwiających się rebelii i domniemanych kolaborantów. Świetlisty Szlak utworzył ponadto w Amazonii obozy pracy przeznaczone dla zdrajców „sił ludowych”.
Jeszcze w 1991 roku partyzanci stanowili dominującą siłę polityczną na około 40% powierzchni kraju, a 55% ludności znajdowało się na terenach objętych stanem wyjątkowym.
9 sierpnia 1991 z rąk terrorystów w Pariacoto zginęło dwóch polskich misjonarzy z zakonu franciszkanów: o. Zbigniew Strzałkowski oraz o. Michał Tomaszek.
16 lipca 1992 roku terroryści przeprowadzili atak z użyciem samochodu pułapki w ekskluzywnej dzielnicy Limy Miraflores. W eksplozji zginęło 25 osób, a rannych zostało kilkadziesiąt. Zamach był najbardziej krwawym atakiem Świetlistego Szlaku.
12 i 13 września 1992 roku Guzmán i jego zastępczyni Elena Iparraguirre zostali schwytani przez policję. 2 marca 1993 roku w ręce policji wpadła Margot „Edith” Dominguez, koordynująca zbrojną działalność partii. Guzmán wezwał do złożenia broni a rząd ogłosił amnestię dla senderystów. Większość powstańców złożyła broń i oddała się w ręce służb, niektórzy postanowili kontynuować walkę.
Po uwięzieniu Abimaela Guzmána władzę nad powstańcami objął Oscar Ramirez Duran, który został schwytany w 1999 roku. Kolejnym przywódcą senderystów został ukrywający się pod pseudonimem „towarzysz Artemio” (właściwie Florindo Flores). Pod jego dowództwem ruch nie odbudował dawnej potęgi, przetrzebieni przez rząd senderyści zdołali jednak przeprowadzić kolejne ataki partyzanckie i terrorystyczne. W lutym 2012 roku Florindo Flores został ujęty przez armię w następstwie potyczki. Floresa zastąpił Victor Quispe znany jako „towarzysz José”. Ludowa Armia Partyzancka pozostaje w rozbiciu i dzieli się na zwalczające się wzajemnie frakcje. Świetlisty Szlak zdaje się coraz bardziej przypominać organizację handlarzy narkotyków.

## Przemyt
W październiku 2010 roku były partyzant Edgar Mejía Asencio przyznał policji, że Florindo Flores (ówczesny szef organizacji) miał ważne powiązania z handlem narkotykami, produkując 4,8 tony kokainy rocznie. W 2000 roku badacz z Instytutu Studiów Międzynarodowych Papieskiego Uniwersytetu Katolickiego w Peru, Jaime Antezana stwierdził, że „Świetlisty Szlak od 2004 r. stał się kartelem narkotykowym”. Słowa peruwiańskiego badacza zostały potwierdzone 1 czerwca 2015 r., kiedy to Urząd Kontroli Aktywów Zagranicznych, w ramach Departamentu Skarbu USA, zaklasyfikował tę organizację jako organizację przestępczą o charakterze przemytniczym.

## Próby legalnej działalności
W XXI wieku senderyści podjęli próby legalnej działalności. Movadef, czyli Ruch na Rzecz Amnestii i Praw Podstawowych utworzony przez adwokatów Guzmána, Manuela Fajardo i Alfreda Crespo, zebrał ponad 350 tysięcy podpisów pod wnioskiem o rejestrację partii. Wniosek został odrzucony przez sąd.

## Liczebność

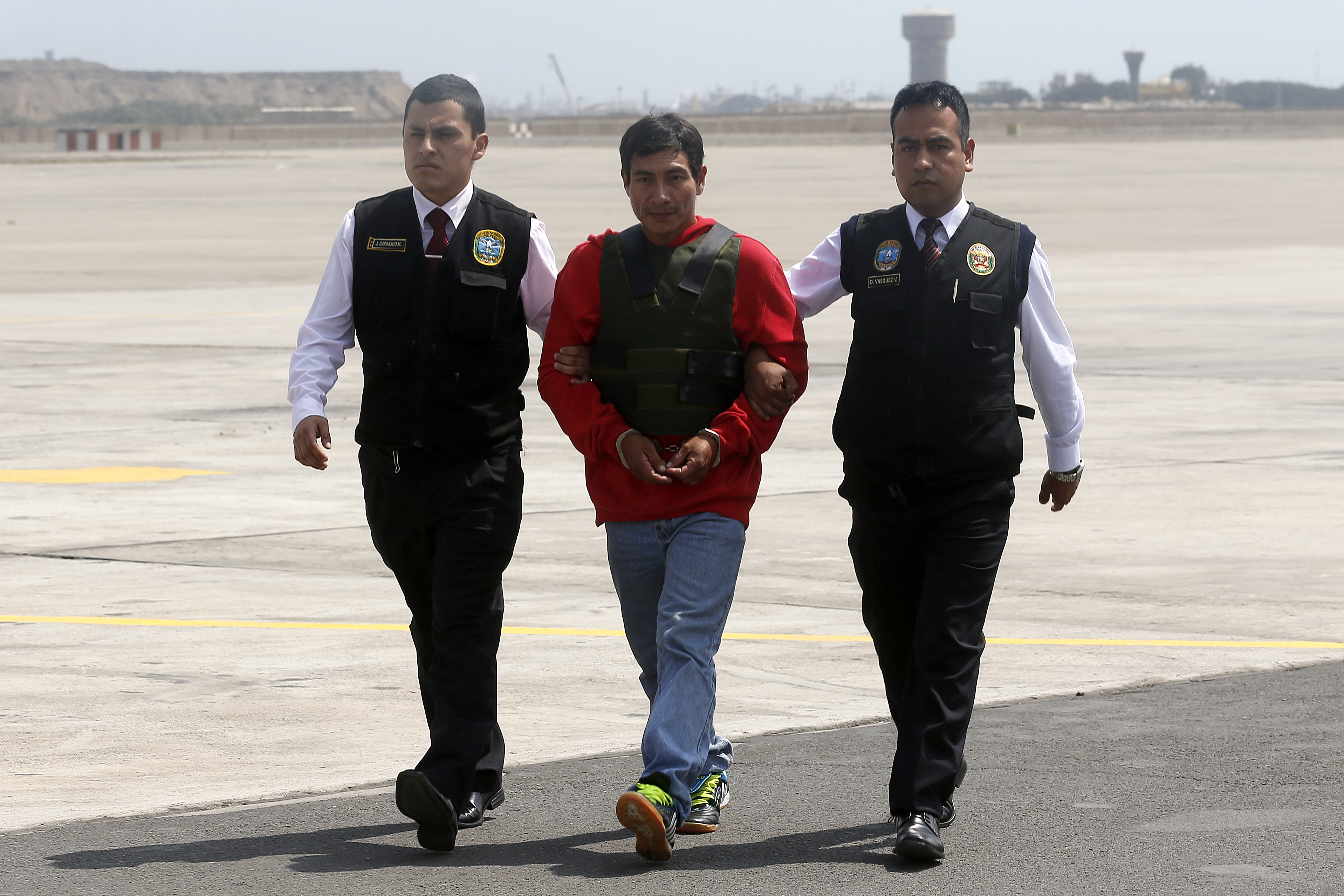
Policja prowadzi aresztowanego członka organizacji, zdjęcie wykonano w 2015 roku

W chwili rozpoczęcia rebelii Świetlisty Szlak liczył od 200 do 300 bojowników.
Według ustaleń Narodowej Komisji Prawdy i Pojednania z 2003 roku, w latach świetności Świetlisty Szlak grupował około 20 tysięcy partyzantów. Pomimo formalnie chłopskiego charakteru rebelii, pośród powstańców ludność chłopska stanowiła zaledwie 20% ogółu. Większość stanowili ludzie z wyższym wykształceniem, osoby wykonujące wolne zawody i parające się handlem.
W 1995 roku do partii należało 25 tysięcy ludzi, w tym od 3 do 5 tysięcy bojowników.
W 2016 roku liczbę partyzantów szacowano na 300.

## Powiązania zagraniczne
Otrzymywał wsparcie pieniężne ze strony reżimu Mu’ammara al-Kaddafiego z Libii.
Według boliwijskiego wywiadu, na początku lat 90. XX wieku współpracował z Partyzancką Armią Tupaca Katari.
Świetlisty Szlak współpracował rzekomo z Rewolucyjnymi Siłami Zbrojnymi Kolumbii. Kontakty miały mieć miejsce od 2003 roku i dotyczyć kooperacji w handlu narkotykami.

## Ideologia
Internetowa Encyklopedia PWN zdefiniowała Świetlisty Szlak jako ruch „stalinowsko-maoistowski”. Ta sama encyklopedia podaje, że partia stanowiła „jeden z [ruchów] najbardziej radykalnych w dążeniach i brutalnych w środkach działania w Ameryce Łacińskiej”.
Ideologiem ruchu był Abimael Guzmán, nazywany przez zwolenników „czwartym mieczem marksizmu” (po Karolu Marksie, Włodzimierzu Leninie i Mao Zedongu). Guzmán tworząc podwaliny doktryny Sendero Luminoso czerpał głównie z maoizmu i poglądów José Carlosa Mariátegui. Z maoizmu Guzmán przejął teorię nieustającej wojny ludowej, która korzystając z wiejskiej bazy, przypuści „szturm” na tereny miejskie. Komunizm w wydaniu Świetlistego Szlaku posiadał ponadto wątki lokalne i historyczne, uwzględniające specyfikę Peru.
Najbliższe ideologicznej wizji Guzmána były Związek Socjalistycznych Republik Radzieckich Józefa Stalina, Chiny czasu bandy czworga i Kambodża Pol Pota.
Senderyści za jedyną formę walki politycznej uznali walkę zbrojną. Odżegnują się od wszelkich form reformizmu, stąd też poglądy partii są określane jako antyrewizjonistyczne. Senderyści odrzucają demokrację, postulując utworzenie ustroju określanego jako Ludowa Republika Nowej Demokracji.
Wśród członków partii żywa jest niechęć do innych ruchów lewicowych czy komunistycznych. W minionych latach rebelianci fizycznie likwidowali członków konkurencyjnych grup lewicy. Do 1996 roku z rąk rebeliantów zginęło około 300 działaczy. Powodem niechęci senderystów do lewicowej konkurencji, było uznawanie przez nią zasad demokracji.
Pośród analityków trwa spór czy Świetlisty Szlak porzucił konotacje ideologiczne i stał się jedną z grup handlarzy narkotyków, czy dostosował się jedynie do bieżącej sytuacji z zachowaniem politycznego charakteru.

## Jako organizacja terrorystyczna
Świetlisty Szlak znajduje się na listach organizacji terrorystycznych Departamentu Stanu USA, Kanady i Unii Europejskiej.